# 黑川晴氏
黒川晴氏（日语： 1523年—1599年8月25日），日本战国时代到安土桃山时代武将。陆奥黒川氏第9代当主。陆奥国黒川郡鹤楯城主。号月舟斋。黒川景氏之孙。官位安艺守。妻子是大崎义兼的女儿。

## 生平
大永3年（1523年）出生，父亲是陆奥黒川氏第7代当主・黒川稙国。从将军・足利义晴处领受偏讳，改名晴氏。永禄11年（1568年）黑川氏第8代当主兄长稙家去世，继承家督成为黒川氏第9代当主。
黒川氏属斯波一门・最上氏的分家，从属于奥州探题大崎氏（最上氏的本家）。然而16世纪初期随着伊达稙宗的势力扩张，从伊达一门的饭坂家迎接了养子（第6代当主・景氏。晴氏的祖父），再加上稙宗一代时大崎氏实质上从属于伊达氏，所以晴氏这一代时黒川氏同时从属于大崎氏和伊达氏，保持着半独立的地位。晴氏的女儿嫁给了伊达晴宗的三男・留守政景；因为没有儿子，迎接义兄大崎义直之子・义康为养子；而义康的正室是晴宗之弟・亘理元宗的女儿。这些联姻关系反映出当时黑川氏的状况。
晴氏以智勇兼备的名将闻名，在伊达氏旗下活跃。天正12年（1584年）继承家督的伊达政宗一改父亲辉宗的外交方针，选择与上杉景胜结盟，与最上义光的对立加深。和伊达・斯波双方都有姻亲关系的晴氏的立场就变得极为微妙。天正16年（1588年）2月政宗进攻大崎义隆（黑川义康实兄・最上义光义兄）时，作为女婿政景的援軍进入桑折城的晴氏最终决定背叛伊达氏，对从中新田城败退下来的伊达军发起进攻并击溃之（大崎合战）。溃退的伊达军退入新沼城笼城，晴氏更进一步包围了新沼城，同时为了救援穷途末路的女婿政景积极斡旋谈和，在以泉田重光・长江胜景为人质的前提条件下撤军解围。
天正18年（1590年）7月26日黒川氏因为没有参加丰臣秀吉的小田原征伐而被改易，黑川领被划归政宗支配。对大崎合战中黑川的背叛余怒未消的政宗一度打算杀晴氏泄愤，在政景的求情下才得以保全性命。之后在政景的庇护下渡过了余生。
庆长4年（1599年）7月5日死去。享年77。也有庆长14年（1609年）去世的说法。法名洞雲院殿仙岩孚翁大居士。